# Hu Wei
Hu Wei é um cineasta chinês. Como reconhecimento, foi nomeado ao Oscar 2015 na categoria de Melhor Curta-metragem por La lampe au beurre de yak.